# Megaulacobothrus fuscipennoides
Megaulacobothrus fuscipennoides är en insektsart som först beskrevs av Ma, E.-b., Z. Zheng och Y. Guo 2000.  Megaulacobothrus fuscipennoides ingår i släktet Megaulacobothrus och familjen gräshoppor. Inga underarter finns listade i Catalogue of Life.